# Dragoș Petre Dumitriu
Dragoș Petre Dumitriu (n. 17 februarie 1964 – d. 13 noiembrie 2021) a fost un politician român, membru al Parlamentului României în legislatura 2004-2008. Dragoș Petre Dumitriu a fost membru PRM până în mai 2007 iar apoi a trecut la Partidul Conservator. În cadrul activității sale parlamentare, Dragoș Petre Dumitriu a fost membru în grupurile parlamentare de prietenie cu Austria, Macedonia de Nord, Republica Cehă, Letonia, Islanda, Irlanda și Ucraina.

## Deces
Dragoș Petre Dumitriu a murit după ce a făcut un infarct post-Covid. Dumitriu, care era editorialist la Sputnik, a publicat intens articole despre protestele anti-mască, anti-restricții și anti-vaccinare.